# Württembergischer Fechterbund
Der Württembergische Fechterbund eV wurde am 17. April 1911 gegründet. Er ist der Landesfachverband (Dachverband) der Fechtvereine in Württemberg.

## Geschichte
Die Gründung des Landesfachverbandes fand am 17. April 1911 in Stuttgart statt. Es trafen sich Vertreter aus Eislingen, Heidenheim, Heilbronn, Stuttgart und Ulm um den „Verband schwäbischer Fechterriegen“ zu gründen. Dort wurde P. Lehmann von der TG Heilbronn als Verbandsvorsitzender gewählt. Er legte bereits kurz darauf sein Amt nieder und es folgte Albert Wieland, ebenfalls von der TG Heilbronn.
Die Fechterriegen fühlten sich dem Schwäbischen Turnerbund zugehörig und hatten im „Turnblatt aus Schwaben“ ihr Publikationsorgan. Die Führungsriege des Schwäbischen Turnerbundes tat sich aber – wie bei den Schwimmern – mit der Anerkennung der Fechter schwer. Erst am 18. Mai 1924 wurden die schwäbischen Fechterriegen offiziell in die Organisation des „Turnkreises Schwaben“ eingegliedert.
Wohl als Reaktion auf dieses Zögern hatten sich die Fechter im Jahr 1921 eine neue Organisationsform gegeben: von 1921 bis 1924 hieß der Verband „Württembergischer Fechterbund“. Damals nannte sich der Vorsitzende Bundesvorsitzender. Mit der Eingliederung in den „Turnkreis Schwaben“ hieß die Position Kreisfechtwart. Es folgte die Gleichschaltung der Sportbünde und das Amt hieß dann Gaufachamtsleiter. Mit der Kontrollratsdirektive Nr. 23 wurde das Fechten verboten und das Verbot wurde erst im Jahr 1949 wieder aufgehoben.
Zur Versammlung der Fechter aus Anlass der Wiedergründung des Württembergischen Fechterbundes hatte Georg Reutter auf den 29. Oktober 1949 eingeladen und wurde dann auch als Präsident gewählt. Der Württembergische Fechterbund wurde dann auch gleich Mitglied des Deutschen Fechter-Bundes.
Von 1968 bis 2005 war Paul Gnaier aus Heidenheim Präsident und formte ihn.
Seit 2015 wird der Württembergische Fechterbund von Ulrich von Buch von der TSG Eislingen als Präsident geführt.

## Mitgliedschaften
Der Verband ist Mitglied im Württembergischen Landessportbund, im Landessportverband (LSV), in der Interessengemeinschaft Fechten in Baden-Württemberg, sowie im Deutschen Fechter-Bund.

## Strukturen
Im Verband wird Degen, Säbel und Florett gefochten. Das Verbandszentrum befindet sich in Heidenheim.

### Sportstruktur
Der Verband ist Mitglied der Interessengemeinschaft Fechten in Baden-Württemberg, welches ein Zusammenschluss der drei Landesfachverbände in Baden-Württemberg ist. Damit wird die Sportstruktur für das Bundesland Baden-Württemberg durch die drei Landesfachverbände zusammengeführt.
Im Gebiet des Württembergischen Fechterbundes befindet sich das Landesleistungszentrum Heidenheim und die Außenstelle Säbel TSG Eislingen. Es folgen die Landesleistungsstützpunkte und die Talentstützpunkte.

### Kaderstruktur
Die Kaderstruktur wird vom Deutschen Fechter-Bund vorgegeben. Der Verband hat diese allerdings noch einmal verschärft. Dabei wird unter LK1 und LK2 unterschieden. Die Vergabe der Kaderplätze erfolgt ebenfalls über die Interessengemeinschaft. Hinzu kommen die Talentkader.

### Wettkampfstruktur
Der Verband führt eigene Ranglisten in den jeweiligen Disziplinen und Altersklassen. Diese ergeben sich aus den jeweiligen Ranglistenturnieren. Sodann werden Landesmeisterschaften zusammen mit dem Nordbadischen Fechterbund ausgetragen.

### Personalstruktur
Es werden Landestrainer und Landeshonorartrainer beschäftigt, zuständig für die jeweiligen Disziplinen sind:
- Thomas Zimmermann, Herrendegen
- Hans-Jürgen Hauch, Damendegen
- Joachim Rieg, Herrensäbel
- Martin Münd, Damensäbel

Die Zuständigkeit für Florett erfolgt über die Interessengemeinschaft.

### Ausbildungstruktur
Im Verband ist ein System der Kampfrichterausbildung und Übungsleiterausbildung installiert sowie ein System für die Fortbildung.

### Verwaltungsstruktur
Dem Verband steht das Präsidium vor: Präsident Ulrich von Buch, Vizepräsident Inneres Udo Ziegler, Vizepräsident Finanzen Gunter Stempel, Vizepräsident Leistungssport Rainer Schünke, Vizepräsident Jugendsport Tim Drescher, Athletenvertreter Stephan Rein, sowie der Leistungssportkoordinator der Interessengemeinschaft Markus Hartelt. Das Präsidium wird auf dem Fechtertag (Mitgliederversammlung) gewählt.
Eine Geschäftsstelle des Verbandes ist in Eislingen eingerichtet.

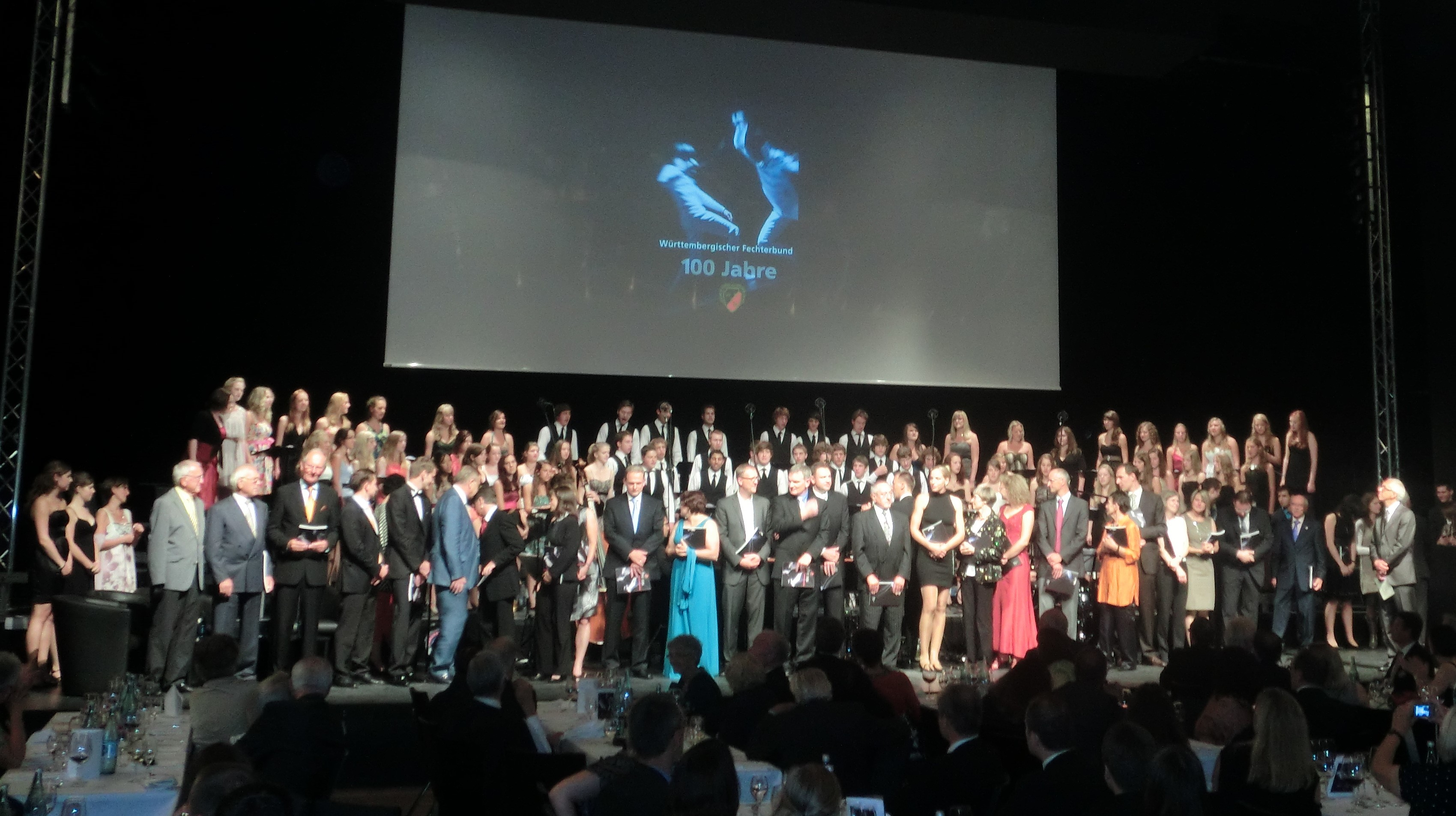
9. Juli 2011 100-Jahresfeier des WFB. Vorstellung aller Gewinner von internationalen Medaillen aus dem Verband.

Untergliedert ist der Verband in Bezirke: Donau, Neckar-Fils, Oberland, Schwarzwald, Stuttgart und Unterer Neckar, denen jeweils Bezirksfechtwarte vorsitzen.

## 100 Jahre
Am 9. Juli 2011 feierte der Verband sein 100-jähriges Bestehen. Zu diesem Anlass fand im Congress Centrum Heidenheim eine große Jubiläumsveranstaltung statt, an der ca. 350 Gäste teilnahmen. Unter anderem waren alle Medaillengewinner internationaler Meisterschaften aus dem Verbandsgebiet geladen.

## Präsidententafel
- P. Lehmann: 17. April 1911 bis 28. Mai 1911 (TG Heilbronn)
- Albert Wieland: 28. Mai 1911 bis 1921 (TG Heilbronn)
- L. Thurner: 1921 bis 1922 (Zuffenhausen)
- Ago Glucker: 1922 bis 1924 (MTV Stuttgart)
- Georg Eberle: 1924–1934
- Christoph Ruoff: 1934 bis 1940 (SS Stuttgart)
- Georg Reutter: 1940 bis 1943, 1949–1952 (TV Obertürkheim)
- Paul Bader: 1952 bis 1968 (TS Göppingen)
- Werner Sauer: 1968 bis 1970 (TG Heilbronn)
- Paul Gnaier: 1970 bis 2006 (HSB Heidenheim)
- Luitwin Ress: 2006 bis 2015 (HSB Heidenheim)
- Ulrich von Buch: seit 2015 (TSG Eislingen)